# Darmstädtisches Gesangbuch
Darmstädtisches Gesangbuch är en koralbok utgiven 1699 i Darmstadt. Koraler ur den infördes till Sverige av domkyrkoorganisten Johann Christian Friedrich Haeffner och är källa för en psalmmelodi som används i 1819 års psalmbok och Nya psalmer 1921 till psalmerna nr 89, 461 och 574.

## Psalmer
- Du bar ditt kors, o Jesu mild (1819 nr 89, 1986 nr 140) "Melodiens huvudtext" Finns på Wikisource.
  - O hoppets dag, som klarnar opp (1819 nr 461)
  - En handsbredd är vår levnads mått (1921 nr 574, 1937 nr 221)